# Anthony Raneri
Anthony Raneri (Queens, 9 agosto 1982) è un cantante, chitarrista e produttore discografico statunitense, frontman della band statunitense Bayside, di cui è anche l'autore dei testi. Nel 2007 ha anche iniziato il suo progetto solista.

## Carriera
Figlio di immigrati siciliani, inizia a suonare la chitarra  a 8 anni ed entra nella sua prima band all'età di 13. Prima di dedicarsi alla musica full time, ha lavorato dai 14 anni in poi come commesso nelle panetterie della zona nelle ore precedenti all'inizio della scuola. Nel 2000 è stato tra i membri fondatori dei Bayside, con i quali l'anno successivo ha pubblicato il primo EP, Long Stories Short. La band ha successivamente pubblicato uno split con i Name Taken, prima di pubblicare il suo primo full length nel 2004, dal titolo Sirens and Condolences.
Nel 2005 la band pubblica l'album Bayside, ma nel corso di un tour, il 31 ottobre è coinvolta in un grave incidente occorso al proprio pullman, nel quale il batterista John "Beatz" Holohan rimane ucciso. Anthony se la cava con qualche danno di lieve entità; la band, dopo aver annullato alcune date del tour, decide di portare a termine gli ultimi show in acustico per onorare la memoria di Beatz, facendo uscire a fine tour l'EP Acoustic. Anthony appare come guest vocalist nella prima traccia (Flashlight) dell'album 37 Everywhere dei Punchline, dedicato appunto alla memoria di Holohan. I Bayside l'anno seguente trovano un nuovo batterista e portano avanti l'attività del gruppo.
Nel 2007 Anthony decide di dare il via al suo progetto solista per pubblicare quelle canzoni che ha scritto ma che non si adattano al sound dei Bayside. Volendo essere responsabile al 100% in tutte le faccende del suo progetto, si assume tutte le funzioni che normalmente sono espletate da varie persone, come quella di produttore, distributore, promoter ecc. Nello stesso anno esce il terzo album della band, intitolato The Walking Wounded, il quale debutta alla 75ª posizione della Billboard 200. Durante l'estate il gruppo pubblica anche uno split con gli I Am the Avalanche. Canta come ospite in This Is Fucking Ecstasy, quinta traccia da In Defense of the Genre dei Say Anything.
Il 2008 vede la pubblicazione del nuovo album Shudder e del live Live at the Bayside Social Club. Appare come guest vocalist in So This Is Progress (dall'album omonimo) dei The Status.
Tra gennaio e febbraio 2009 suona in diverse date da solista con Dustin Kensrue dei Thrice, Matt Pryor dei The Get Up Kids, Chris Conley dei Saves the Day e Vinnie Caruana degli I Am the Avalanche in giro per gli USA.
A gennaio 2010 suona alcune date tra la California (ancora con Dustin Kensrue, Matt Pryor e Chris Conley) e la West Coast (con JT Woodruff e Vinnie Caruana). A dicembre partecipa al Where's the Band Tour 2010, sempre con Dustin Kensrue, Matt Pryor e Chris Conley.
Nel 2011 esce il quinto album dei Bayside, Killing Time, che arriva a debuttare in trentacinquesima posizione sulla Billboard 200, miglior risultato della storia della band. È presente come guest vocalist nella canzone The Gravedigger's Argument degli I Am the Avalanche per l'album Avalanche United e in Texas Mickey dei Silverstein per l'album Rescue. In estate suona in alcune date come solista negli Stati Uniti. Il 14 novembre viene annunciato il lancio di Gumshoe Radio, uno show radiofonico presentato da Anthony stesso ed il bassista dei Bayside Nick Ghanbarian ogni venerdì sul sito della Gumshoe Records. Anthony ha così descritto il progetto: "è la versione audio live di un blog. Tutte le cose di cui parliamo, pensiamo o ascoltiamo durante la settimana e che sentiamo di volerne condividere la nostra opinione, verranno discusse durante lo show."
Nel gennaio del 2012 partecipa nuovamente al Where's the Band Tour negli Stati Uniti assieme a Chris Conley (Saves the Day), Ace Enders (Early November), Matt Pryor (The Get Up Kids), Evan Weiss (Into It. Over It) e Dustin Kensrue (Thrice). A febbraio a causa di un'infezione al dito che si trasmessa alla mano è stato ricoverato in ospedale per 34 ore, dovendo saltare i due successivi show con la band. Il suo EP New Cathedrals esce il 17 febbraio 2012. È lui stesso ad occuparsi dell'imballaggio e della spedizione dei CD, il che comporta alcuni ritardi nella consegna perché dalle 100-150 copie che si aspettava di vendere, con il preordine ne sono state vendute quasi 750. Ad aprile è in tour sulla West Coast come headliner, assieme al suo amico Steve Soboslai dei Punchline; inoltre partecipa all'intero Warped Tour 2012. Tra ottobre e novembre è in tour per gli USA con i Bayside, che il 23 ottobre pubblicano l'EP di cover Covers - Volume 1. Il 7 dicembre suona a Singapore ad uno show assieme a Chris Conley dei Saves the Day. Sempre nel 2012 è presente come guest vocalist su So Long Soldier degli All Time Low, da Don't Panic.
Il 2013 comincia con un tour negli USA come solista ("Heavy and Light") assieme a Jon Foreman degli Switchfoot, Will Anderson dei Parachute ed i Now Now tra il 12 ed il 18 febbraio.
Ha affermato che nello scrivere i testi delle sue canzoni, cerca di scrivere così come parla, e che i testi vengono fuori come una sorta di flusso di coscienza, di modo che "le parole sono semplicemente parole e le frasi sono quelle che userei se stessi parlando normalmente".

## Vita privata
Attualmente vive a Queens. Ha molti tatuaggi, tra cui uno del 2009 sulla gamba destra dedicato ai New Found Glory con la scritta Truck Stop Blues ed uno, dello stesso anno, con il logo dei Toy Dolls.

## Discografia

### Con i Bayside
Album in studio
- 2004 - Sirens and Condolences
- 2005 - Bayside
- 2007 - The Walking Wounded
- 2008 - Shudder
- 2011 - Killing Time
- 2014 - Cult

Album dal vivo
- 2008 - Live at the Bayside Social Club

EP
- 2001 - Long Stories Short
- 2006 - Acoustic
- 2012 - Covers - Volume 1

Split
- 2003 - Bayside/Name Taken Split
- 2007 - Bayside/I Am the Avalanche

### Da solista
- 2012 - New Cathedrals

## Album prodotti
- 2012 - Anthony Raneri - New Cathedrals
- 2012 - On the Fifty - Fast Hands, Bad Timing

## Collaborazioni
- 2007 - Say Anything - This Is Fucking Ecstasy (da In Defense of the Genre)
- 2008 - The Status - So This Is Progress (da So This Is Progress)
- 2011 - I Am the Avalanche - The Gravedigger's Argument (da Avalanche United)
- 2011 - Silverstein - Texas Mickey (da Rescue)
- 2012 - All Time Low - So Long Soldier (da Don't Panic)